# 啟晴邨槍擊案
啟晴邨槍擊案於2014年5月31日在香港九龍啟德啟晴邨樂晴樓21樓電梯大堂及10樓1006室發生，共造成包括疑犯在內兩人死亡，為香港近年來極少數涉及槍枝暴力的案件。事緣居民廖啟忠（一說廖啟中）於2014年5月31日晚上在樂晴樓21樓公用走廊等待電梯時被槍殺。至6月1日上午，警務處刑事情報科跟蹤支援隊包圍樂晴樓1006室，參與拘捕涉及於日前（2014年5月31日）發生的槍擊案的疑犯李德仁。至早上11時許，疑犯李德仁突然開門及向人員射擊兩槍，人員則回擊一槍。其後，特別任務連趕赴現場，於早上11時45分左右，兩名人員從樓宇外遊繩而下，在同幢大廈11樓窗外高空戒備，最終李德仁於特別任務連強攻進入單位後被發現不省人事，相信已經吞槍自殺，被救護人員送往醫院搶救後，證實死亡。於行動中，共檢獲兩支手槍及（未計算此前已經發射的子彈）8發子彈。

## 背景
案中兩名死者均具有數處共通點，兩者均為具有中國大陸背景的第一代香港移民，兩人均於中國大陸娶妻，兩人於案發時均有家庭而獨居，兩人在香港都備有案底，兩人均曾與同一黑幫社團14K有所關連。

### 疑犯
李德仁1963年生於中華人民共和國湖南省，於1980年移居香港，於1987年返回湖南結婚，與妻子育有兩女，其長女為藝人李悅彤。李德仁原本任職廚師，後來遇到搶劫而被廢掉左手，無法工作，後來從事生意失敗，於2010年與妻子離婚。李德仁於2013年出獄後，曾經返回中國大陸另娶。

#### 案底
李德仁有偷竊案底；此外，他於2011年獨居於元朗朗邊中轉房屋時，因為打開木門睡覺，不滿鄰居所發出的噪音聲浪，深感煩擾，跟蹤對方至停車場，期間李德仁不忿被其中的男事主以手提電話拍攝容貌，而揮刀向對方，又以鐵錘追襲，因而於2012年2月被判監禁一年。案件於2011年审裁时，两份报告均指李德仁并无患上精神病，惟法官认为他於案发时举止异常，當時要求索取他的心理报告。心理报告指出，李德仁令人觉得是一个孤单及应付压力技巧差劣的人，相信由于他不容易控制情绪，以及应付压力技巧差劣才犯案，惟强调未发现他有主要心理问题而产生犯罪倾向，相信其重犯暴力罪行的风险不高。法官最终判罰李德仁入狱一年。

### 受害者
生年43歲的廖啟中於1970年代隨家人由北京來到香港，於2009年在中國大陸結婚，育有一子。其妻居於中國大陸，其子被委託在香港居住的胞姊照顧。廖啟中任職冷氣技工，於2013年獲分配至啟晴邨一間單人單位居住。

## 經過

### 一名居民遇害

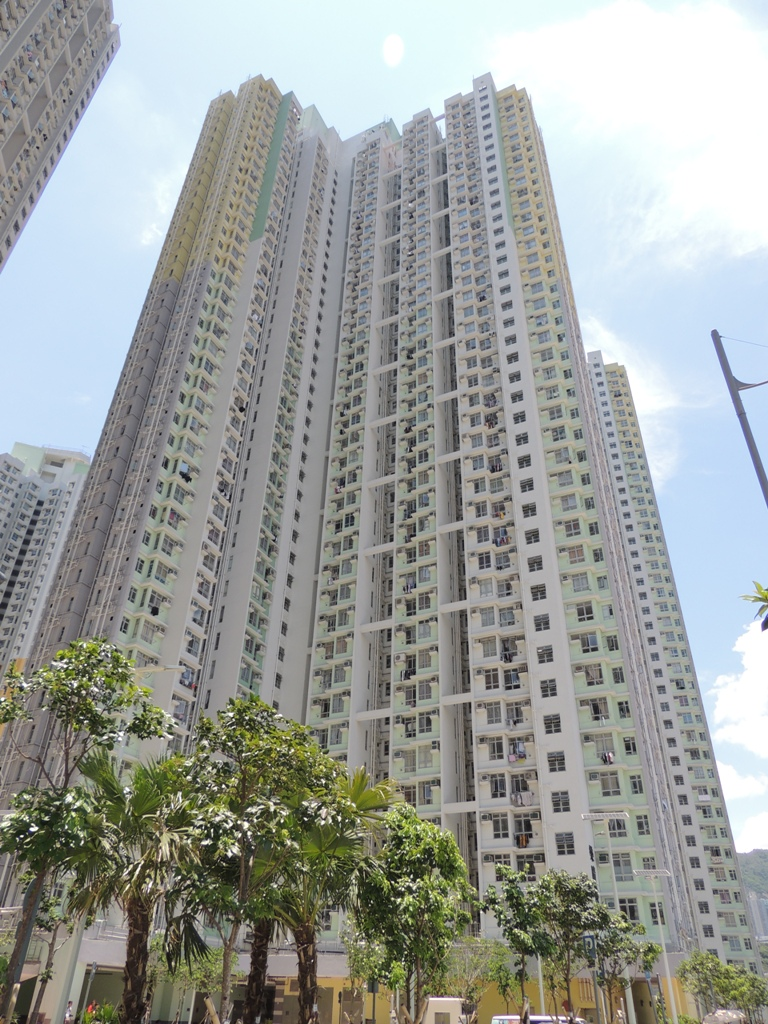
罪案現場啟晴邨樂晴樓21樓電梯大堂及10樓1006室。

2014年5月31日深夜11時24分，李德仁跟蹤廖啟忠至21樓，並且向他連開三槍，其後隨即回家，一名陳姓居民聞聲揭發事件。警察於不久後抵達現場，發現廖啟忠昏迷地上，隨即封鎖樂晴樓及進行搜查行動。廖啟忠被救護人員送往秀茂坪基督教聯合醫院期間已經被證實不治。與此同時，大批戴盔佩甲的警務人員封鎖樂晴樓以及所有通道，不准人士進入樓宇，而離開樓宇的人士均需要接受查問及搜身。

### 警察搜查疑犯位處
案件由東九龍總區刑事總部擔崗調查及部署，警務人員通宵翻查樂晴樓的閉路電視的出入口片段。最終警務人員發現疑犯在事發後從樓梯離開21樓罪案現場，惟樓宇出入口的閉路電視皆未有攝錄到他離開，故此相信他仍然藏身樂晴樓，憑藉其長相及特徵，再由保安人員辦認，警察再通過房屋署了解疑兇的身份及住址資料。由於啟晴邨剛於2013年竣工及入伙，案發時尚有不少空置單位，警察恐防疑犯藏匿其中之一，從房屋署取得樂晴樓的所有建築資料，並且由警察機動部隊進行掃蕩，確保所有空置單位、梯間及暗角位置均無人匿藏，並且逐家訪問查問。其後，跟蹤組抵達現場及進行監視，成功確認疑犯李德仁的身份及藏身的單位。與此同時，警察封鎖10樓全層以及所有通道，又設立安全區，並且逐一致電樂晴樓10樓對上及下各三樓的居民留守住宅，並且緊鎖門窗。警察於掌控整個形勢後，於2014年6月1日凌晨將大廈十樓全層重門深鎖。

### 警察拘捕行動

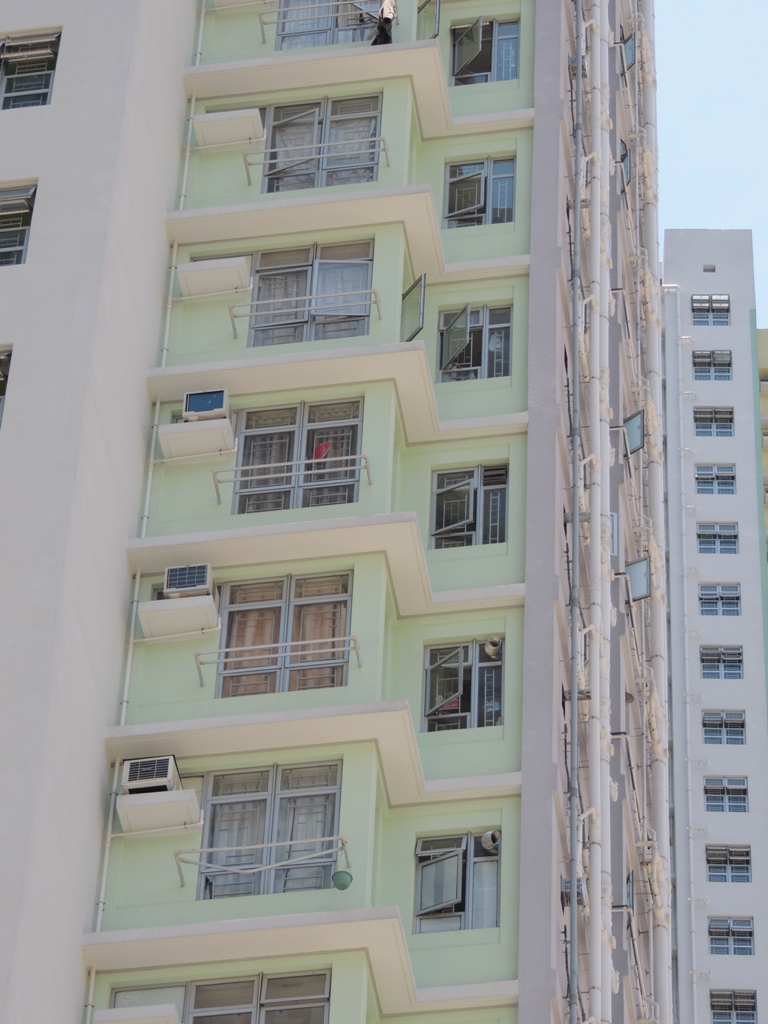
2014年6月1日早上，兩名特別任務連人員從樂晴樓14樓游繩垂降。

至2014年6月1日早上9時，警察將封鎖範圍擴大至附近的公園及停車場。9時45分，跟蹤支援隊抵達10樓包圍樂晴樓1006室。早上11時5分，疑犯李德仁突然打開屋門及向門外的跟蹤支援隊射擊兩槍，支援隊於是還擊一槍，三槍均無傷人。李德仁遂退回屋內，於5分鐘後爬出廳邊窗戶，於高空當眾擎槍指向自己的太陽穴約40秒，期間唸唸有詞，其後返回屋內。
至早上11時45分，特別任務連從樂晴樓公用走廊強攻進入李德仁所居住的1006室，另外兩名人員則從1406室游繩垂降至1106室窗台以進行安全防禦，最終李德仁於特別任務連進入單位後被發現不省人事（身上藏有8發子彈，身旁藏有一支黑星手槍），相信已經吞槍自殺。於行動中，警察共檢獲兩支手槍（一支黑星、一支自製）、兩把刀具及（未計算此前已經發射及其後被發現的子彈）8發子彈。
李德仁被救護人員初步護理後，於下午12時由擔架床運往樂晴樓大堂，一名救護員則一直對他施展心外壓。此時，大批記者衝進警察封鎖線內拍攝，救護人員舉步維艱，被記者們重重包圍，警務人員多次呼籲亦告無效。僅10米距離，擾攘近一分鐘後，擔架床才被成功抬進救護車輛內；至下午12時8分，救護車輛才能夠駛離啟晴邨。救護車輛沿途被警察車輛護送，惟一直被多輛採訪車輛追逐。李德仁被送往基督教聯合醫院後，延至下午12時51分被證實不治。

## 參與行動警察部門
參與啟晴邨槍擊案的封鎖、搜查、調查、疏散及拘捕行動的警務人員近120名，包括軍裝巡邏小隊、警察機動部隊、衝鋒隊、刑事調查隊、有組織罪案及三合會調查科、重案組、刑事情報科（包括跟蹤組及跟蹤支援隊等等）、爆炸品處理課、特別任務連及警察搜查隊等等。

## 調查
2014年6月1日，相關警察部門从李德仁住宅搜查出3个枪袋及35发子弹，连同射杀受害者的三發、与警察交火的兩發、向窗外射擊的一發、自殺的一發及在其遺體上發現的八發子彈，李德仁此前最少藏有50发子弹以及兩把手槍（一支黑星、一支自製）。为了調查清楚黑星手槍的来源，香港警務處已經請求深圳公安部協調調查槍械来源，以及向疑犯身處中國大陸之妻了解内情。
6月4日，警察聯絡一名13歲男童，相信他在廖啟忠被殺害後，在電梯大堂遇見過疑犯李德仁。

## 回應

### 疑犯家人
香港傳媒其後發現李德仁之女為藝人李悦彤，有记者不断致电李悦彤，希望她就啟晴邨枪击案和此前被指控為導演彭順和演員李心潔夫婦之間的第三者的緋聞解释，李悦彤一直避而不谈，直到记者向她发出信息：“逃避解决不到问题，要勇敢面对。”，她才回覆表示感谢。

### 受害者家人
2014年6月2日，受害者廖啟忠家人聲稱廖啟忠與疑兇李德仁不相識，被殺原因不明。

### 居民
元朗朗邊中轉房屋居民余小姐表示，當年李德仁居於朗邊中轉房屋時，精神怪异，街坊脚步声稍大即被他粗口喝骂。李德仁又因為不满意木棉絮飘入屋而曾經以粗口辱骂木棉树。
乐晴楼11樓某單位居民王先生表示曾經与李德仁相遇，他目睹李德仁怒气冲冲地上楼，知道李德仁并非同层住客，希望伸出援手，却被他质问是否制造噪音。否认之后准备离开的王先生见到脾气暴躁的李德仁狂按其他单位门铃，立刻声称报告警察，李德仁遂板著臉而去。

### 政府

#### 行政長官
2014年6月3日，行政長官梁振英於出席行政會議前，主動向傳媒提及啟晴邨槍擊案，他盛讚警察行動迅速和專業，在短時間內鎖定疑兇，解除了社區一次重大治安事件，又表揚警隊服務社會的水平和精神和感謝當地居民合作。

#### 政務司司長
2014年6月1日，當日署任行政長官的政務司司長林鄭月娥表示：「今日我們警務處特別出動飛虎隊在九龍進行行動，我覺得這個都是個別事件，大家對於香港警隊有充分信心。」

#### 警務處
根據《東方日報》報道，相關警察部門迅速地及無傷及任何市民下解決危機，獲得警務處高層人員正面評價。警務處副處長（行動）盧偉聰於2014年6月2日經由內部電子郵件，點名讚揚有份參與行動的多個警察單位的行動得宜，確保市民安全。警務處高級助理處長兼任行動處處長黃志雄和總警司兼任署理東九龍總區指揮官鄭淑珍稍後亦有發文讚許。

#### 勞工及福利局局長
2014年6月2日，勞工及福利局局長張建宗表示，勞工及福利局將會於6月3日為啟晴邨居民安排簡報會，提供情緒輔導支援予有需要居民。他補充：「若果有居民在情緒上感到困擾或者不適，我們會配合房屋署，於明日盡早時間舉行居民簡報會，亦會有社會福利署的臨床心理學家及社會工作者進行情緒輔導，因此對於有需要的居民，我們會盡快提供援助。」

### 其他
2014年6月5日，8名撲滅罪行委員會主席代表親身攜帶由18區撲滅罪行委員會主席聯署的表揚信前往東九龍總區總部，信中內容大意為「我們認為警方在是次事件中部署精密，行動迅速，成功保障附近居民的安全，表現卓越。我們對此表示高度讚揚和全力支持，我們深信在未來的日子，警方必定會秉持專業高效的精神，維持良好的治安，確保香港繼續成為世界最安全的城市之一。」由總警司署理東九龍總區指揮官鄭淑珍和案發當日在罪案現場接受訪問及講解的東九龍總區警司周衍鴻等人代表出席接收。

## 爭議

### 傳媒直播警察行動
有部份市民及個別媒體認為電視台進行現場直播威脅到現場警務人員的生命安全，至2014年6月3日，通訊事務管理局接獲19宗投訴，理由包括電視台不應該直播特別任務連的行動情況、直播內容令人不安及直播片段含有粗言穢語等等。
2014年6月3日，保安局局長黎棟國表示，整個圍捕行動的部署時間倉促，惟警察知悉傳媒在場採訪時，傳媒盡責任地進行現場直播的同時亦配合警察行動，當罪案現場傳出槍聲後，在場記者均聽從警察指示疏散至安全地方後，方才繼續採訪和拍攝，形容傳媒與警察配合得很好。他補充，警察於部署時，已經考慮包括傳媒進行現場直播及疏散等各種元素，從而會否令到疑犯獲得某種訊息，希望警察與傳媒雙方今後都繼續各司其職。 
有線新聞有限公司執行董事兼任新聞行政人員協會主席趙應春指出，遇到緊張環境，現場警務人員會與傳媒溝通，傳媒理解執法人員執勤時會遷就，可以暫停現場直播。
香港浸會大學新聞系助理教授杜耀明指出，警務人員於行動前應該懂得切斷疑犯對外通訊及獲取其資訊渠道，故此現場直播對警察行動的影響應該不大，日後大家可以再討論如何在配合警察行動及不損害公眾知情權間取得平衡。他又表示，今次案件結果正好證明傳媒並無阻礙警察部署，警察亦無干預新聞自由。

### 疏散居民與否爭論
對於居住10樓上下各三層的居民知悉警察安排，其他樓層居民未被通知，有部份居民不滿意警察並無疏散樓宇內的居民。此外，有部份住客不滿意警察的部署，認為事態嚴重，埋怨何不盡早疏散全幢樓宇居民。有網民回應，如果疏散居民時，疑犯趁機挾持人質，情況將會更危險，批評疏散的要求不智，惹起網民熱烈議論。
東九龍總區警司周衍鴻回應，由於事件是牽涉槍械的嚴重案件，容易傷及無辜，警察希望盡快拘捕疑犯，故此為保障市民的生命及財產以及為居民的安全着想，必須經過長時間詳細地部署後才可以行動，希望居民諒解，他強調事前部署為必須。他又指出，警察已經盡量減少對居民的影響。他強調已經就行動作出風險評估，由於疑犯持槍，為了保障住客，警察已經採安全措施，包括將疑犯所在樓層封鎖及調派警務人員監視，並且通知居民留守住宅。他又重申行動經過詳細評估，以最安全方法圍捕疑犯。
立法會保安事務委員會副主席暨立法會議員涂謹申表示，他認為是次警察的部署合理，已經能夠保障居民安全，相反，若然疏散所有居民，有可能驚動疑犯，從而使到他提高警剔或者反抗。
曾經擔任保安局局長的立法會議員葉劉淑儀表示，她認為警察無疏散其他樓層居民，做法沒有問題。她表示：「當然居民會覺得不便，惟最重要的是安全，因為疑犯持有手槍，並且涉嫌兇殘殺人，危險性很高，因此雖然影響了居民一段時間，但是此舉有所必要。若然疏散居民，還可能被流彈傷害，因此最安全是（警察）致電住宅，著居民留守住宅，做法最正確。」
九龍城區區議會區議員楊振宇坦言街坊普遍滿意警察部署，惟部分住戶憂慮安全才質疑為何不疏散居民。

## 後續
2014年6月2日，啟晴邨的物業管理公司特別加派保安人員在樂晴樓的兩個出入口駐守，防止非住戶進入樓宇。

## 外部連結
- 啟晴村槍擊案直擊[]，有線電視新聞台
- 事件追蹤：啟晴邨槍擊案（页面存档备份，存于），Now新聞台